# Nunataks de Buttress
Les nunataks de Buttress sont un groupe de nunataks, des formations rocheuses abruptes non recouvertes de glace dans un environnement par ailleurs glacé, situés sur la côte occidentale de la terre de Palmer au niveau du détroit de George VI, entre la côte d'English au sud-ouest et la côte de Rymill au nord. Les monts Seward sont situés à environ 16 km à l'est sud-est de cette formation.